# Otero de Herreros
Otero de Herreros è un comune spagnolo di 838 abitanti situato nella comunità autonoma di Castiglia e León.